# Крузилия
Крузилия (порт. Cruzília) — муниципалитет в Бразилии, входит в штат Минас-Жерайс. Составная часть мезорегиона Юг и юго-запад штата Минас-Жерайс. Входит в экономико-статистический  микрорегион Андреландия. Население составляет 15 310 человек на 2006 год. Занимает площадь 523,470 км². Плотность населения — 29,2 чел./км².
Праздник города — 27 декабря.

## История
Город основан 27 декабря 1948 года. 

## Статистика
- Валовой внутренний продукт на 2003 год составляет 52 416 960,00 реалов (данные: Бразильский институт географии и статистики).
- Валовой внутренний продукт на душу населения на 2003 год составляет 3589,71 реалов (данные: Бразильский институт географии и статистики).
- Индекс развития человеческого потенциала на 2000 год составляет 0,745 (данные: Программа развития ООН).

## География
Климат местности: горный тропический.